# William Shatner: You Can Call Me Bill
William Shatner: You Can Call Me Bill és un documental estatunidenc del 2023 sobre l'actor canadenc William Shatner. Està escrit i dirigit per Alexandre O. Philippe.

## Recepció
Al lloc web de l'agregador de ressenyes Rotten Tomatoes, la pel·lícula té una puntuació d'aprovació del 84% basada en 31 ressenyes, amb una puntuació mitjana de 6,5/10. A Metacritic, la pel·lícula té una puntuació de 68 sobre 100, basada en 13 crítics, indicant "crítiques generalment favorables".
Clint Worthingtonde RogerEbert.com va donar a la pel·lícula tres de quatre estrelles i va escriure: "A l'edat de noranta anys, Shatner segueix tan viu com sempre: els seus ulls salvatges per la curiositat i l'humor, la seva veu dolça amb prou feines desgastada per anys de veu en off i soliloqui. Però segueix sent profundament conscient dels seus propis dies comptats, cosa que fa que You Can Call Me Bill se senti com un elogi cinematogràfic autoadministrat. Està clarament lluitant amb la finalitat i la impermanència de tot plegat, ja sigui aquí o en esdeveniments en directe que el veuen entretenir el públic amb pensaments poètics sobre el final de la seva vida o la immensitat de l'univers."
You Can Call Me Bill va ser qualificat per ser considerat per a un Premi Oscar 2025 a la categoria de millor llargmetratge documental.